# 哈氏小隱棘鮋
哈氏小隱棘鮋，為輻鰭魚綱鮋形目鮋亞目鮋科的其中一種，為熱帶海水魚，分布於東太平洋加拉巴哥群島海域，體長可達9.5公分，棲息在岩石底質且陡峭的礁坡，生活習性不明。